# フランソワ＝レオン・シカール

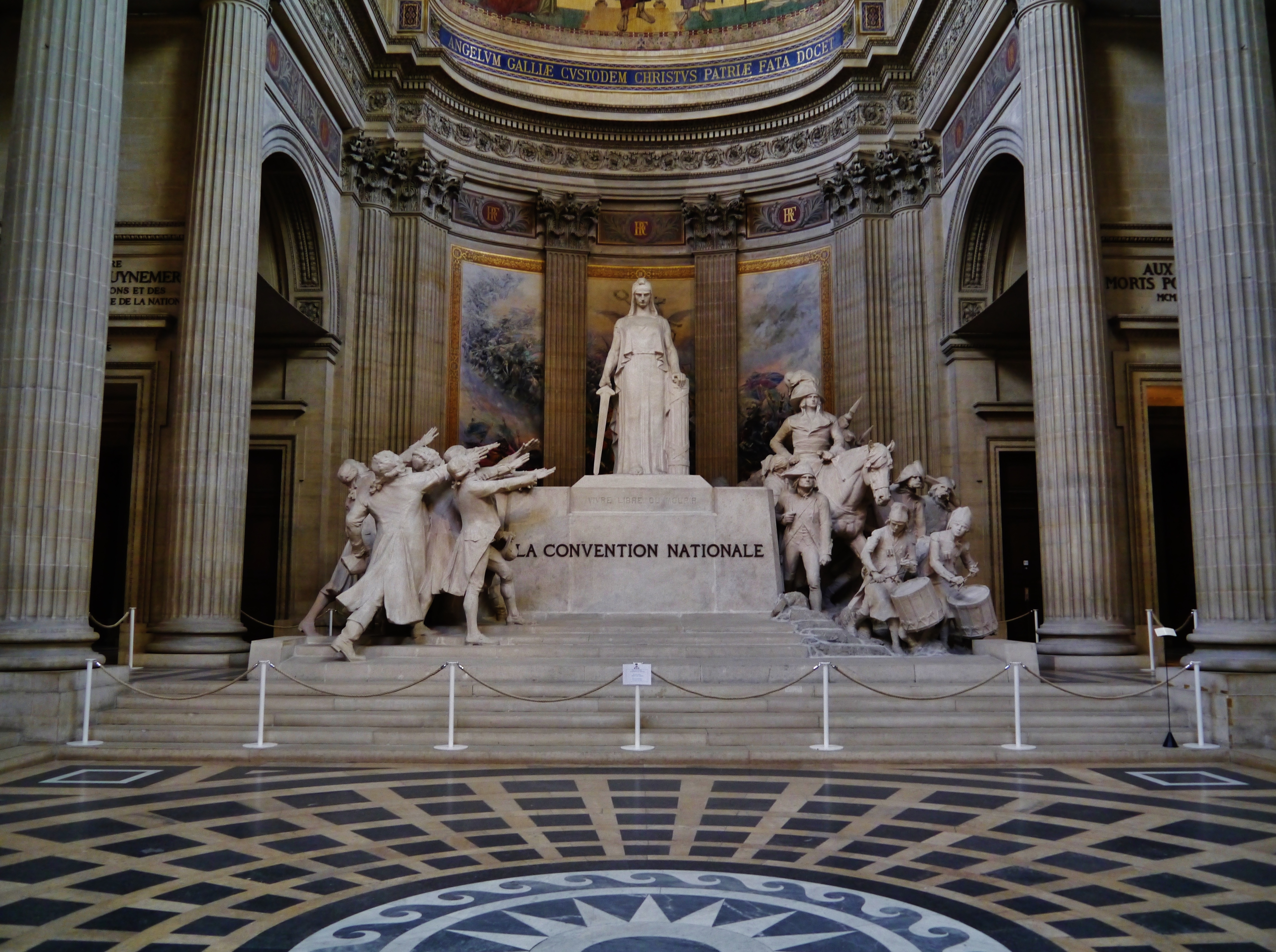
パンテオン (パリ)-1913

フランソワ＝レオン・シカール (François-Léon Sicard, 1862年4月21日 - 1934年7月7日) は、フランスの彫刻家。非凡な才能に関わらず極めてとらえどころのない19世紀後半から20世紀初頭にかけて活躍した彫刻家たちの一人である。彼の作品はルーブル美術館の装飾品の他、世界中に散らばっている。
代表的な作品に、『善きサマリア人』、『オイディプスとスフィンクス』、シドニーのハイドパークにあるアーチボルドの噴水などがある。

## 略歴
アンドル＝エ＝ロワール県のトゥールで生まれた。彫刻家のルイ＝エルネスト・バリアス(Louis-Ernest Barrias: 1841-1905)に学び、1891年にローマ賞を受賞し、1892年から1895年の間、ローマに留学した。ローマでは留学していた画家のアドルフ・デシェノーと親しくなり、デシェノーはシカールの肖像画を描いた。
1930年に芸術アカデミーの会員に選ばれた。フランス首相、ジョルジュ・クレマンソーの公式彫刻家に任じられ、胸像などを制作した。